# Tranterudtjärnet
Tranterudtjärnet är en sjö i Bengtsfors kommun i Dalsland och ingår i Göta älvs huvudavrinningsområde. Sjön har en area på 0,144 kvadratkilometer och ligger 125,5 meter över havet.

## Delavrinningsområde
Tranterudtjärnet ingår i det delavrinningsområde (657117-130146) som SMHI kallar för Utloppet av Östra Silen. Medelhöjden är 139 meter över havet och ytan är 157,42 kvadratkilometer. Räknas de 30 avrinningsområdena uppströms in blir den ackumulerade arean 474,63 kvadratkilometer. Karlsforsälven (Edsälven) som avvattnar avrinningsområdet har biflödesordning 3, vilket innebär att vattnet flödar genom totalt 3 vattendrag innan det når havet efter 232 kilometer. Avrinningsområdet består mestadels av skog (65 procent). Avrinningsområdet har 39,94 kvadratkilometer vattenytor vilket ger det en sjöprocent på 25,3 procent.